# Beclometasone dipropionate
Beclometasone dipropionate, hay beclomethasone dipropionate là một loại thuốc steroid, được bán dưới tên thương hiệu Qvar và một số tên khác. Thuốc có sẵn dướng dạng ống hít, kem, thuốc viên, và thuốc xịt mũi. Dạng hít được sử dụng trong việc quản lý hen phế quản dài hạn. Dạng kem có thể được sử dụng cho viêm da và bệnh vẩy nến.. Thuốc viên sử dụng trong điều trị viêm loét đại tràng. TThuốc xịt mũi được sử dụng để điều trị viêm mũi dị ứng và polyp mũi.
Các tác dụng phụ thường gặp ở dạng hít gồm nhiễm trùng đường hô hấp, đau đầu và viêm họng. Tác dụng phụ nghiêm trọng như tăng nguy cơ nhiễm trùng, đục thủy tinh thể, hội chứng Cushing và phản ứng dị ứng nặng. Sử dụng lâu dài dạng thuốc viên có thể gây suy thượng thận. Và dạng thuốc này cũng làm thay đổi tâm trạng hoặc cá tính. Dạng hít thường được coi là an toàn trong thai kỳ. Beclometasone phần lớn là glucocorticoid.
Beclometasone dipropionate lần đầu tiên được cấp bằng sáng chế vào năm 1962 và được sử dụng về mặt y khoa vào năm 1972. Thuốc được chấp nhận dùng trong y tế tại Hoa Kỳ vào năm 1976. Thuốc nằm trong Danh sách các thuốc thiết yếu của WHO, các loại thuốc hiệu quả và an toàn nhất trong hệ thống y tế. Giá bán buôn ở các nước đang phát triển cho một ống hít chứa 200 liều thuốc là khoảng 3,20 USD tính đến năm 2014. Tại Hoa Kỳ, chi phí từ 50 đến 100 USD cho một tháng cung cấp dạng hít điển hình.